# Représentations diplomatiques du Liberia

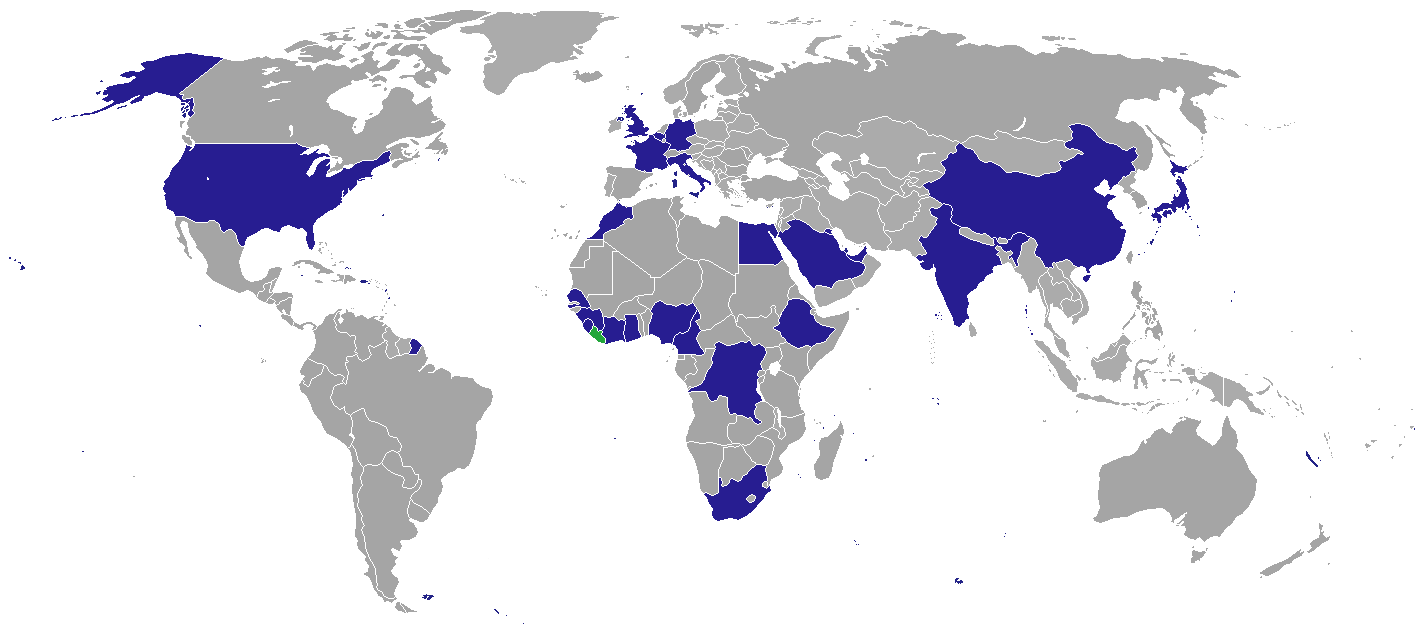
Localisation des représentations diplomatiques du Liberia :
Liberia
Ambassade

Cette liste comprend les représentations diplomatiques du Liberia, à l'exclusion des consulats honoraires.

## Afrique
- Afrique du Sud
  - Pretoria (ambassade)
- Cameroun
  - Yaoundé (ambassade)
- République démocratique du Congo
  - Kinshasa (ambassade)
- Côte d'Ivoire
  - Abidjan (ambassade)
- Égypte
  - Le Caire (ambassade)
- Éthiopie
  - Addis-Abeba (ambassade)
- Ghana
  - Accra (ambassade)
- Guinée
  - Conakry (ambassade)
- Maroc
  - Rabat (ambassade)
- Nigeria
  - Abuja (ambassade)
- Sénégal
  - Dakar (ambassade)
- Sierra Leone
  - Freetown (ambassade)

## Amérique
- États-Unis
  - Washington (ambassade)[1]
  - New York (consulat général)[2]

## Asie
- Arabie saoudite
  - Riyad (ambassade)
- Chine
  - Pékin (ambassade)
- Émirats arabes unis
  - Abou Dabi (ambassade)
- Japon
  - Tokyo (ambassade)
- Koweït
  - Koweït (ambassade)
- Qatar
  - Doha (ambassade)

## Europe
- Allemagne
  - Berlin (ambassade)
- Belgique
  - Bruxelles (ambassade)
- France
  - Paris (ambassade)
- Italie
  - Rome (ambassade)
- Royaume-Uni
  - Londres (ambassade)

## Organisations internationales
- ONU
  - Genève (mission permanente auprès des Nations unies et des organisations internationales)
  - New York (mission permanente)
- UNESCO
  - Paris (mission permanente)
- Union africaine
  - Addis-Abeba (mission permanente)
- Union européenne
  - Bruxelles (mission)

## Galerie

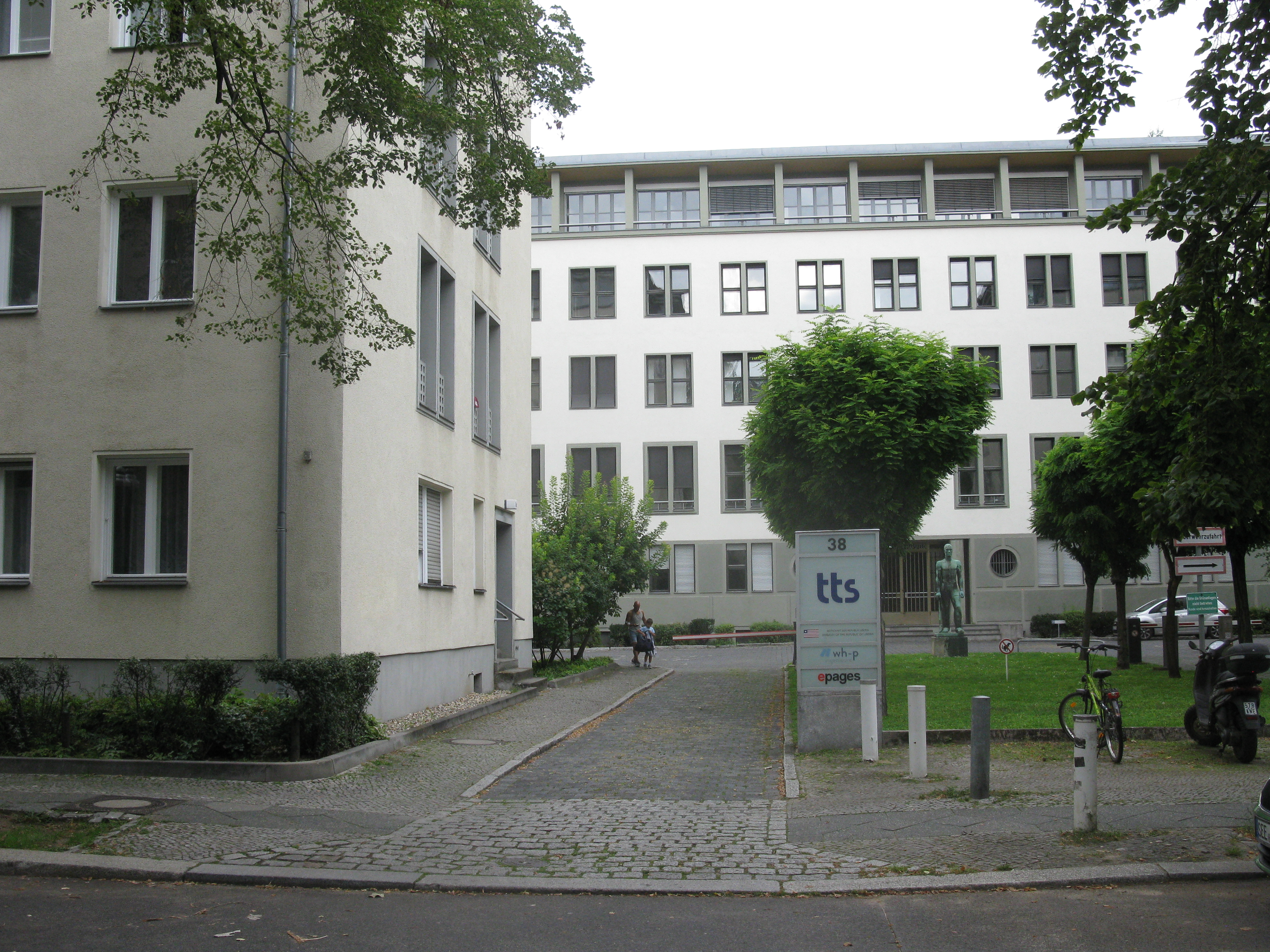
Ambassade à Berlin.
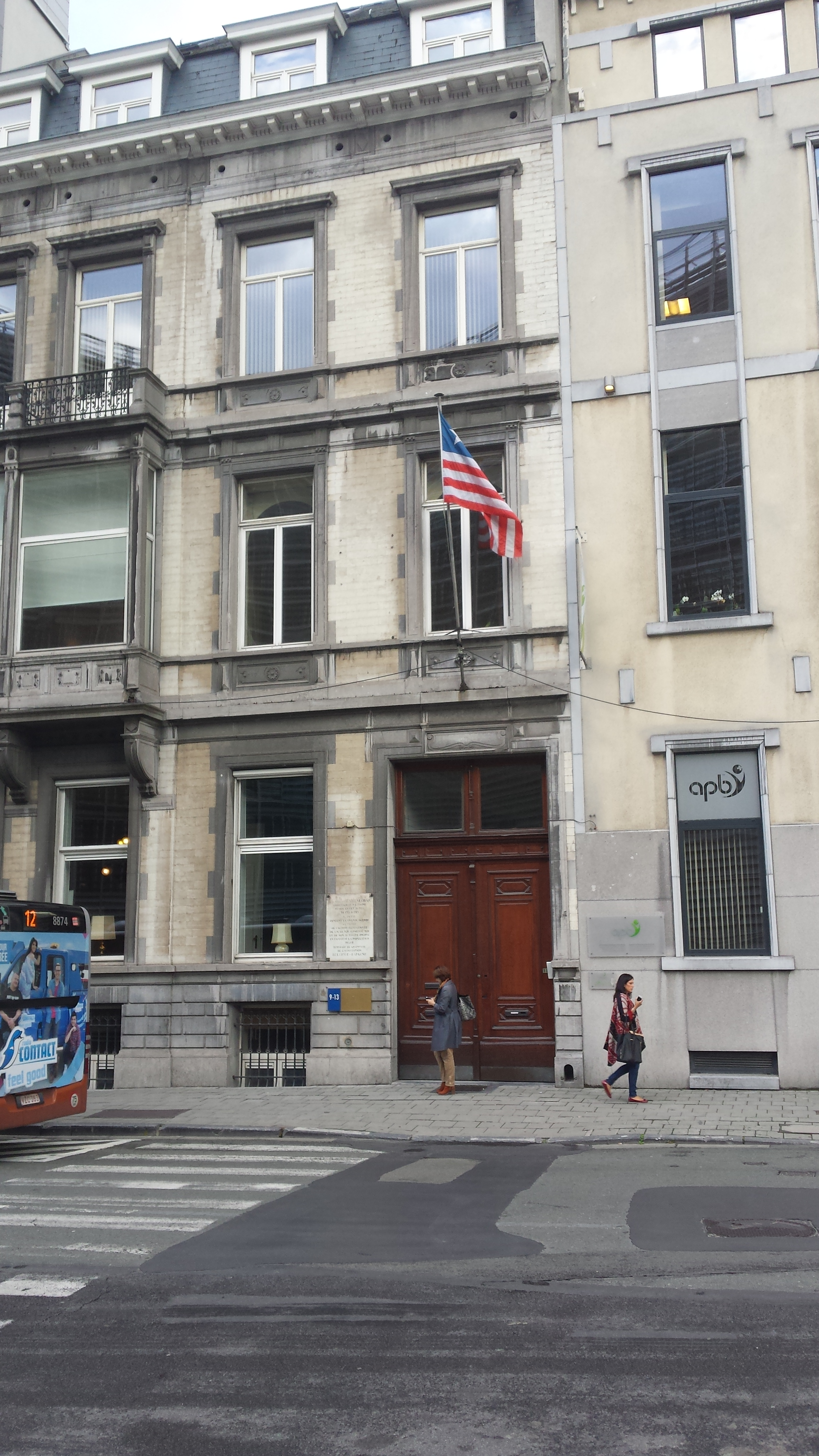
Ambassade à Bruxelles.
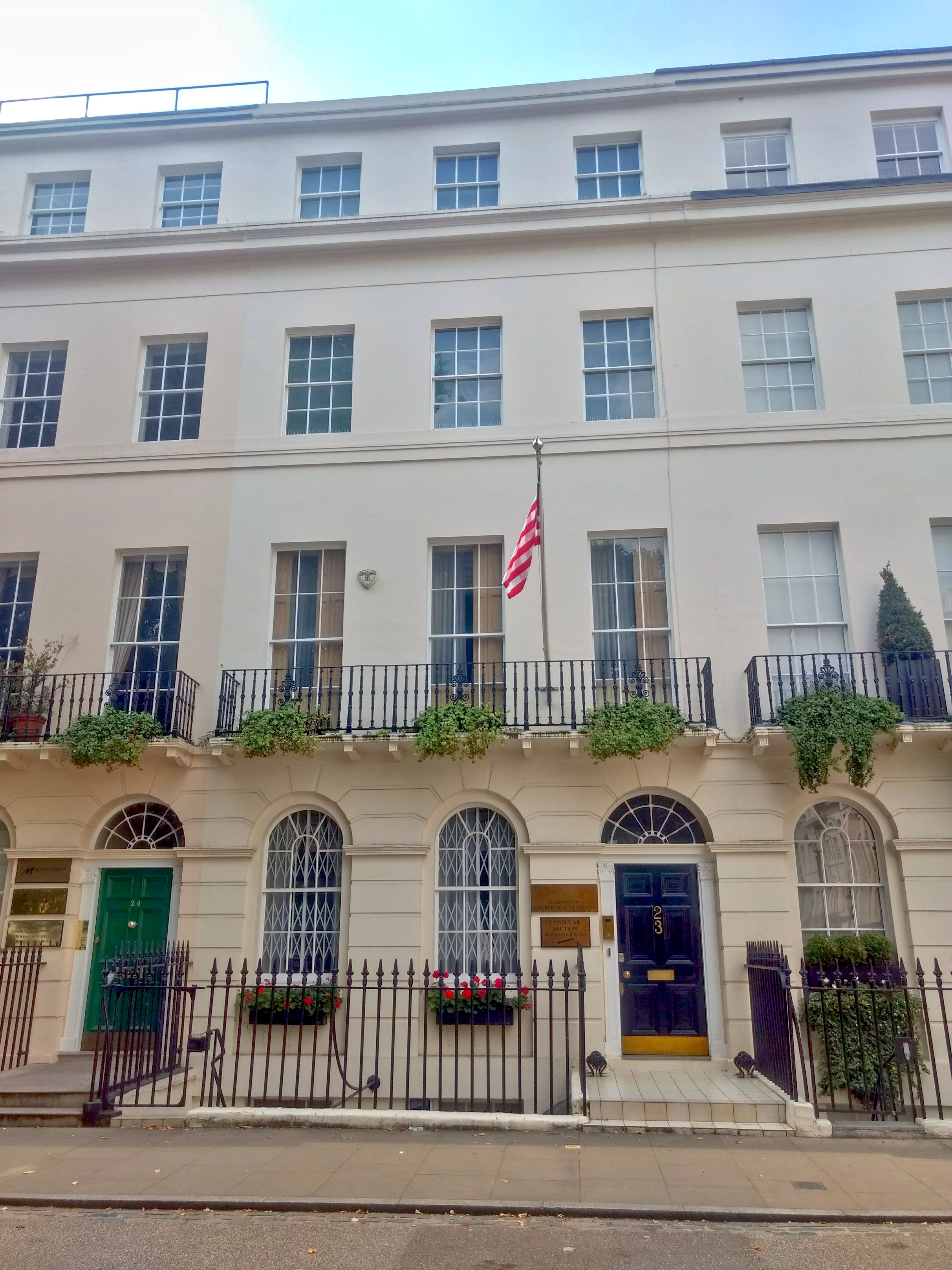
Ambassade à Londres.
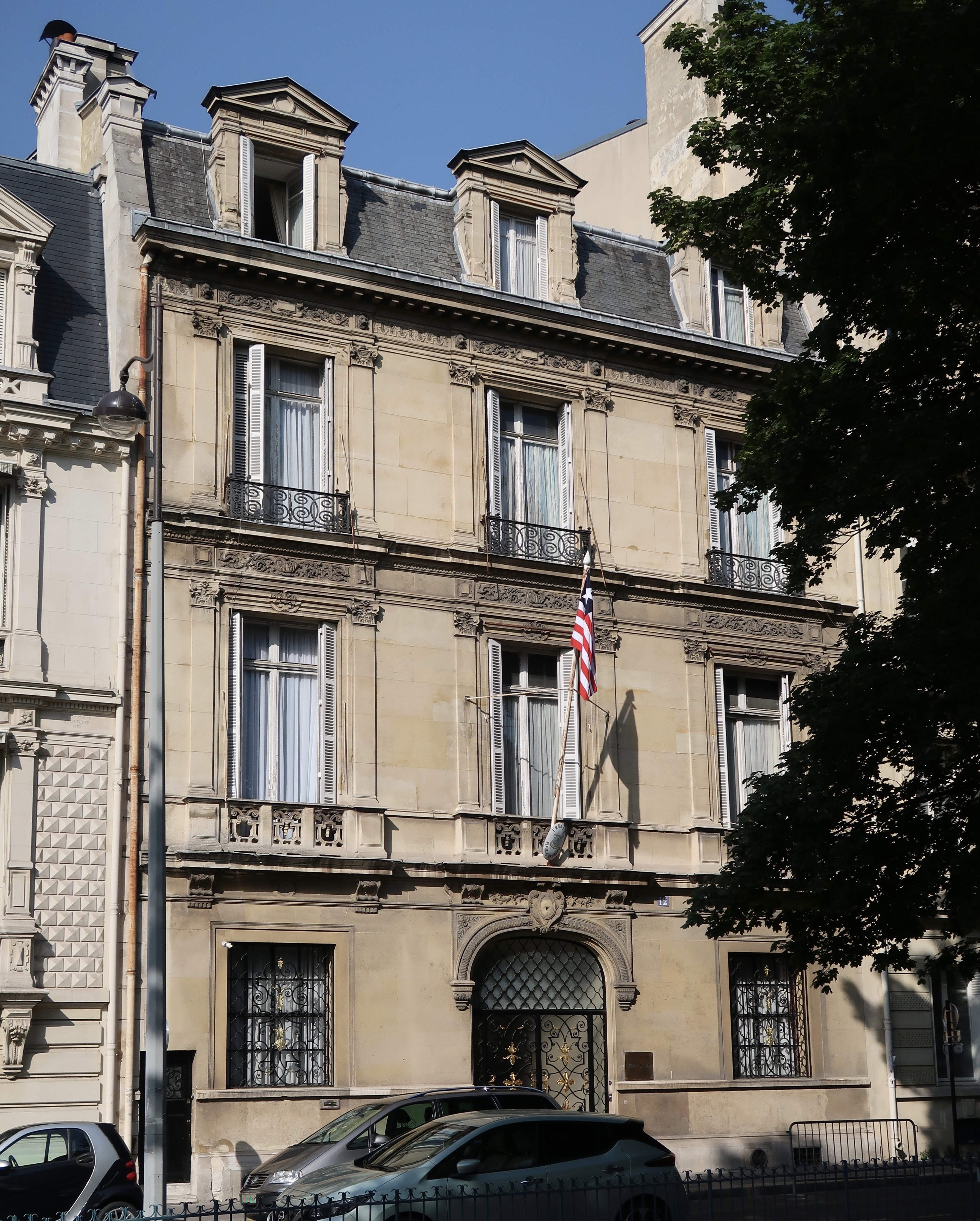
Ambassade à Paris.
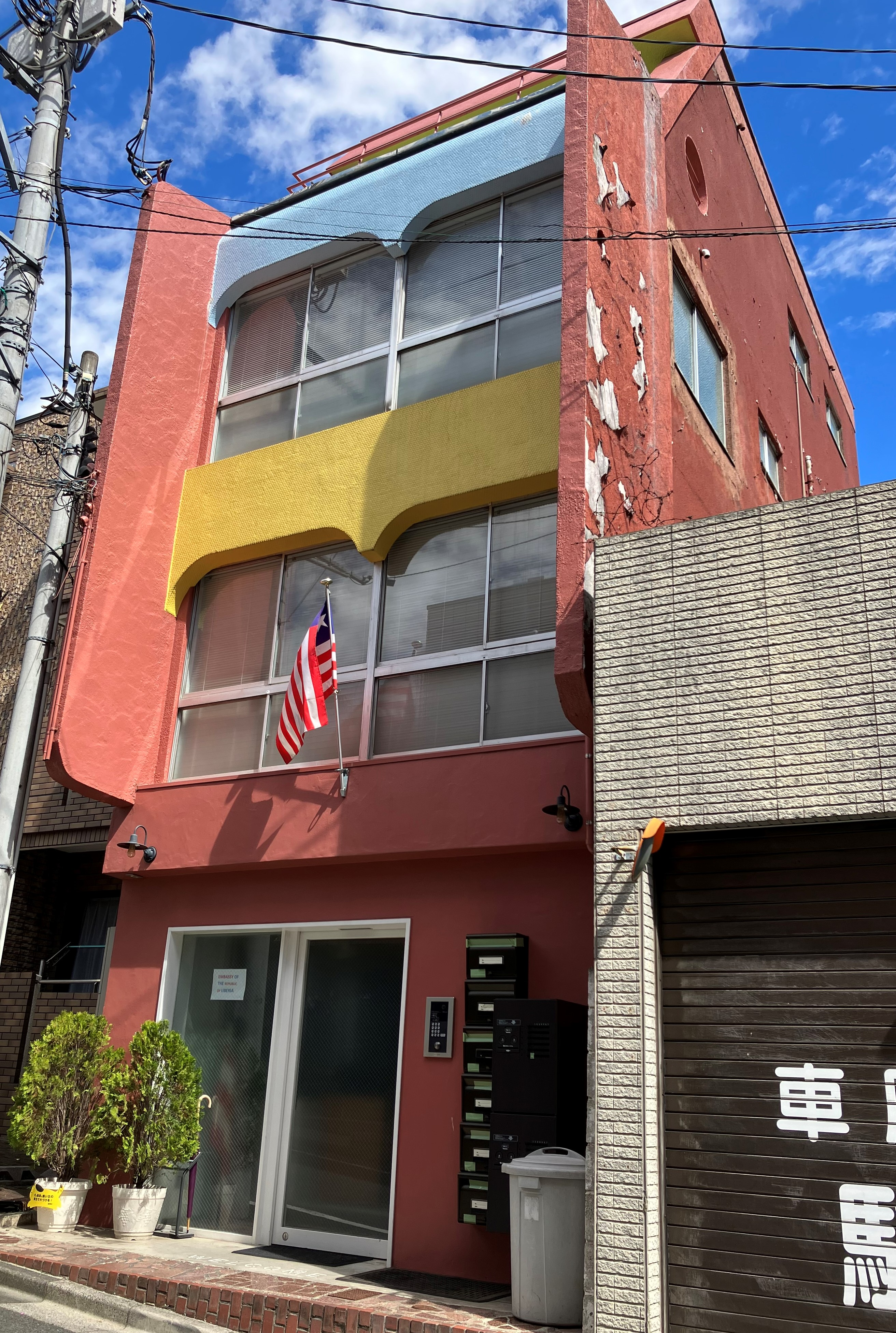
Ambassade à Tokyo.